# Saint-Christophe-et-le-Laris
Saint-Christophe-et-le-Laris è un comune francese di 408 abitanti situato nel dipartimento della Drôme della regione dell'Alvernia-Rodano-Alpi.

## Società

### Evoluzione demografica
Abitanti censiti